# سیارک ۲۰۱۷
سیارک ۲۰۱۷ (به انگلیسی: 2017 Wesson، نامگذاری:A903SC) دو هزار و هفدهمین سیارک کشف شده‌است که در ۲۰ سپتامبر ۱۹۰۳ و در هایدلبرگ کشف شد.
قدر مطلق سیارک برابر ۱۲٫۷۸ است.